# 総合社会学
総合社会学（そうごうしゃかいがく、英: Synthetic Sociology）とは、社会のあらゆる分野にまたがる統一的な学問として構想された社会学の立場のことである。

## 初期社会学における総合社会学の構想
初期の社会学における代表的な2人の思想家、オーギュスト・コントとハーバート・スペンサーがこの立場に立っている。もともと社会学は、社会全体の構造と変動をトータルに把握しようという発想の元に誕生した学問である。つまりコントやスペンサーは、社会学を政治・経済・哲学・芸術・科学などの広範な分野をまとめ上げる百科事典的な学問と考えていたのである。
このような考え方は、やがて社会学をあらゆる学問を統合し、その頂点に立つ帝王科学であるという思い上がった主張を生み出すようになった。もちろんそのような主張は、社会学は独自性のない他分野からの受け売りの学問であるという批判を受けることになる。
やがて、他の学問分野からの批判と社会学の低迷が続く中で、社会学独自の視点から社会を分析し、把握することを目指して、総合社会学としてではなく特殊科学としてゲオルグ・ジンメルは形式社会学を、マックス・ヴェーバーは理解社会学を提唱するようになった。

## デュルケームの総合社会学
初期社会学における総合社会学の構想は、明確な方法論を打ち立てることができず、科学的な分析の視点が欠落していたところから、社会全体のトータルな把握は難しいものと思われた。そこで、コントやスペンサーの未成熟な総合社会学を、新たな体系として再定義したのがエミール・デュルケームである。
デュルケームは、「社会的事実を物のように観察する」ことによって社会の実態を客観的に捉え、その成果を各学問分野に生かしていくことが社会学の課題だと考えた。つまり、彼はあらゆる学問分野をつなぎ合わせる役割を負うのが社会学であると考えたのである。そのような発想から、デュルケームは総合社会学を3つの分野からなる体系であると定義づけた。
- 社会形態学：社会を客観的な形・状態から捉えるもので、例えば、人口の大小、地域的な密集度、どのような住居であるかといった形態学的な視点に立つ社会学体系の基礎的な部分を成す。
- 社会生理学：社会における習俗、集団成員の意識・行動の傾向など、社会や集団の機能的な部分を研究する分野で、社会形態学がハードの部分を扱うのに対し、社会生理学はソフトの部分を扱うということができる。
- 一般社会学：社会形態学と社会生理学それぞれの特殊研究を理論的に統合する分野。